# منصور حامد
منصور حامد هو نبَّال سعودي ولد في 15 ماي 1967 م الموافق لـ 5 صفر 1387 ه‍. شارك منصور حامد في الألعاب الأولمبية الصيفية 1984 في رياضة النبالة صنف رجال فردي التي أقيمت في مدينة لوس أنجلوس الأمريكية عندما كان في عمره سبعة عشر (17) سنة فقط وجاء في المركز التاسع والخمسين (59).

## الألعاب الأولمبية الصيفية 1984
جاءت مشاركة منصور حامد في الألعاب الأولمبية الصيفية 1984 في إطار مشاركته في منتخب السعودية للنبالة الممثل للمملكة العربية السعودية رفقة زميليه فيصل البسام ويوسف جودة. شارك في صنف رجال فردي ودامت المشاركة يومي 8 و10 غشت 1984 حصل فيها على المركز التاسع والخمسين (59) بمجموع نقاط 1,998.

## النتائج
| الرُّتبة | الرياضي         | البلد            | الجولة 1 النتيجة | الجولة 1 الرُّتبة | الجولة 2 النتيجة | الجولة 2 الرُّتبة | المجموع   |
| ------ | --------------- | ---------------- | ---------------- | --------------- | ---------------- | --------------- | --------- |
| الأول  | داريل بيس       | الولايات المتحدة | 1317 (OR)        | 1               | 1299             | 1               | 2616 (OR) |
| الثاني | ريتشارد ماكيني  | الولايات المتحدة | 1295             | 2               | 1269             | 5               | 2564      |
| الثالث | هيروشي ياماموتو | اليابان          | 1276             | 3               | 1287             | 3               | 2563      |
|        |                 |                  |                  |                 |                  |                 |           |
| 59     | منصور حامد      | السعودية         | 1024             | 59              | 974              | 61              | 1998      |
| 60     | ليندوب تسيرينج  | بوتان            | 1021             | 60              | 976              | 60              | 1997      |
| 61     | فيصل البسام     | السعودية         | 991              | 61              | 1002             | 59              | 1993      |
| 62     | يوسف جودة       | السعودية         | 880              | 62              | 836              | 62              | 1716      |

## روابط خارجية
- منصور حامد على موقع اللجنة الأولمبية الدولية (الإنجليزية)
- منصور حامد على موقع أوليمبيديا (الإنجليزية)